# Сова сіра
Сова́ сі́ра (Strix aluco) — птах родини Совові (Strigidae). Довжина 41—66 см, вага 450—1200 г. Ареал розповсюдження — Європа, Західний Сибір, Північна Африка. В Україні звичайний осілий птах Полісся, Лісостепу, Криму й Карпат. У степовій зоні  — рідкісний.
Корисний птах (знищує мишоподібних гризунів).

## Зовнішній вигляд
Птах середніх розмірів, приблизно з ворону сіру з короткими крилами і коротким заокругленим хвостом. На голові 2 широкі довгасті смуги білого забарвлення з рябизною. Лицевий диск, як у сови довгохвостої, не обмежений і вгадується лише по структурі оперення або ж обмежений темною смугою. Очі доволі великі, чорні. Між очей над дзьобом валики з білого пір'я у вигляді півмісяців. Дзьоб сірий. Забарвлення буває сірим і рудим. У птахів сірого забарвлення спина буро-сіра, значно темніша ніж груди. На грудях великі довгасті темно-бурі або чорні плями, перекреслені тонкими поперечними штрихами. У рудої морфи спинна сторона бура, низ світліший, вохристо-рудий. Плямистість така ж як і у сірої морфи. На плечах, як правило, білі плями. У природі відрізняються від інших сов розмірами, великою крутою головою без «вушок».
Пухові пташенята в першому вбранні білі з вохристим відтінком на спині. Довкола очей круглі сіруваті плями. Забарвлення голови світліше ніж забарвлення грудей.
Крик самця у шлюбний період: «ху-ху-хуу». Крик самки: «кувіі-кувітт»; біля гнізда «бек-бек».

## Особливості біології

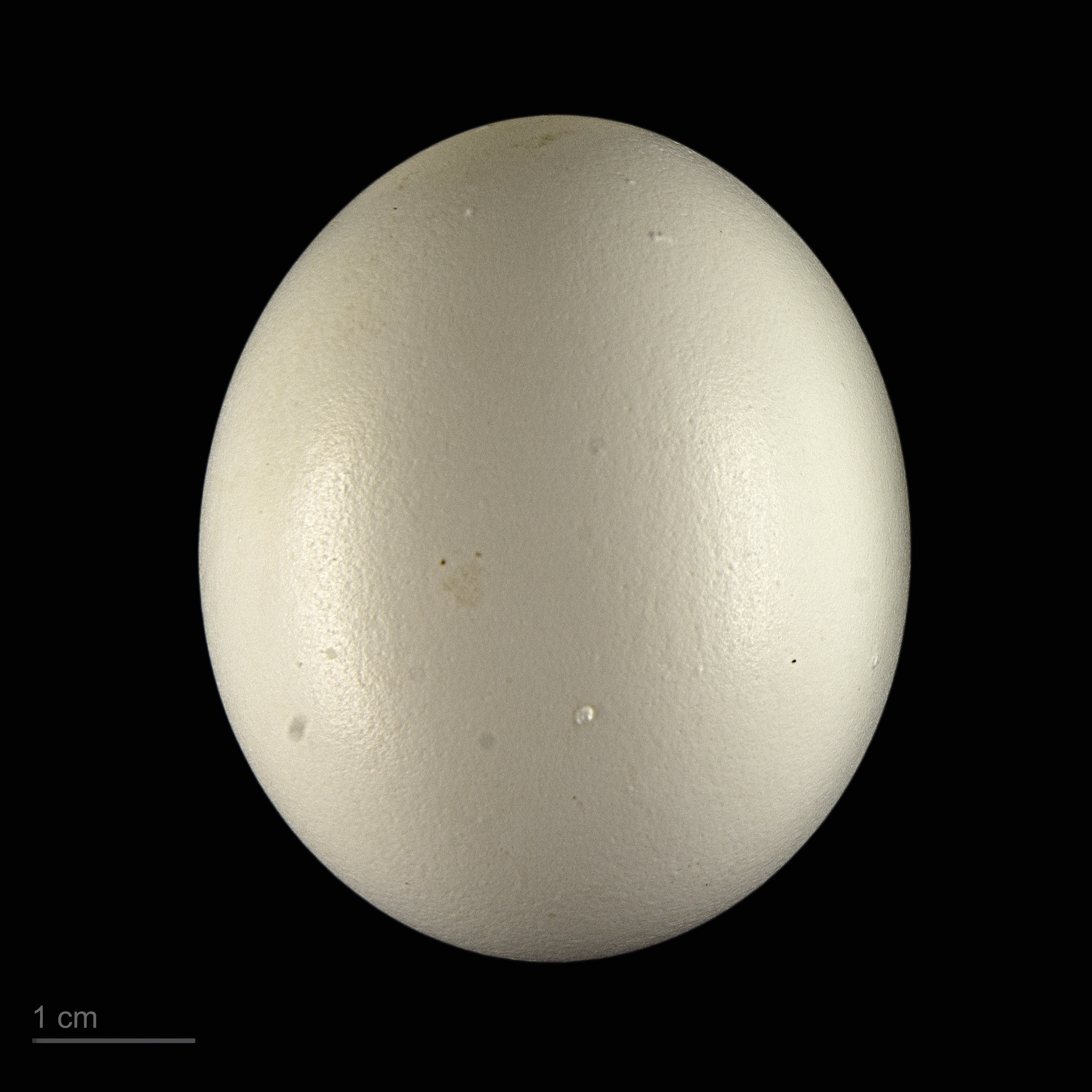
Яйце підвиду Strix aluco sylvatica в оологічній колекції, Тулузький музей

Гніздовий період починається рано. На початку березня. Сова сіра в більшості випадків влаштовує гнізда в природних дуплах старих лип, дубів, тополь, беріз, верб і осик. У карстових і гірських районах гніздиться в глибоких нішах і тріщинах скельних оголень бортів карстових ям, річкових долин. Дещо рідше гніздиться в людських спорудах: на горищах будинків, в дахах церков. Власного гнізда не робить, відкладаючи яйця на існуючий субстрат. Повна кладка 2-6 (частіше 3 — 5) білих яєць, в кінці березня — на початку квітня. Насиджує самка 30 днів. Пташенята стають дорослими через 35-40 днів.
Живляться мишоподібними переважно гризунами, рідше — комахами, птахами та жабами.

## Охорона
Вид занесений до Червоної книги України (охоронна категорія: рідкісний), Конвенції з міжнародної торгівлі вимираючими видами дикої фауни і флори (CITES) (Додаток ІІ) та Бернської (Додаток ІІ) конвенцій, а також Червоних списків тварин Дніпропетровської, Сумської та Харківської областей.
Основні фактори зменшення чисельності: скорочення середовища проживання, зокрема винищення старих лісів та дуплистих дерев, зникнення придатних місць для гніздування в містах, зменшення кормової бази через застосування пестицидів, незаконний вилов, а також недостатня просвітницька робота.  
В Україні охороняється в ряді природних заповідників, національних природних парків, заказників, Національному заповіднику «Хортиця» та ін..  

## Галерея

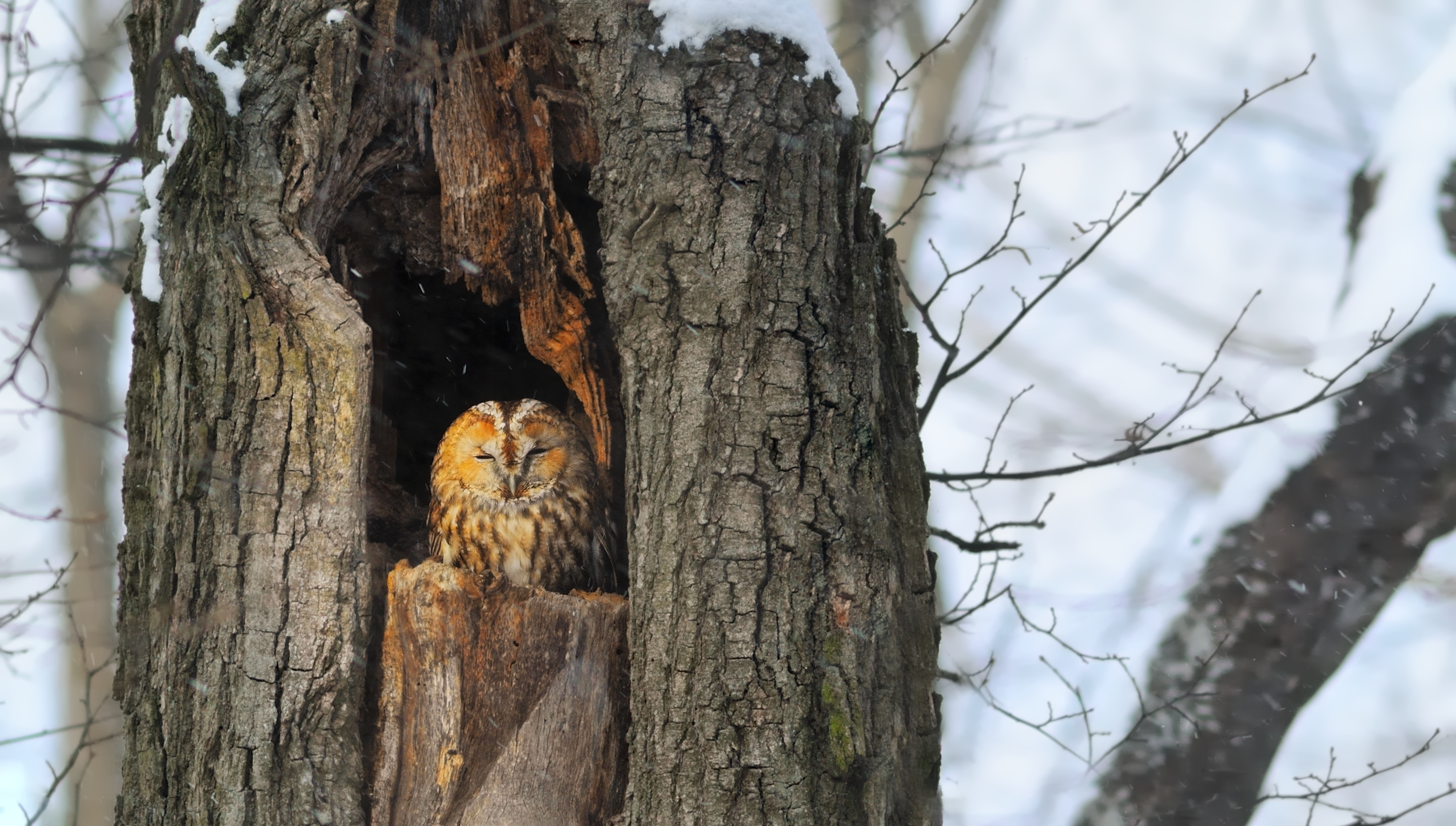
У Голосіївському природному парку, Київ.
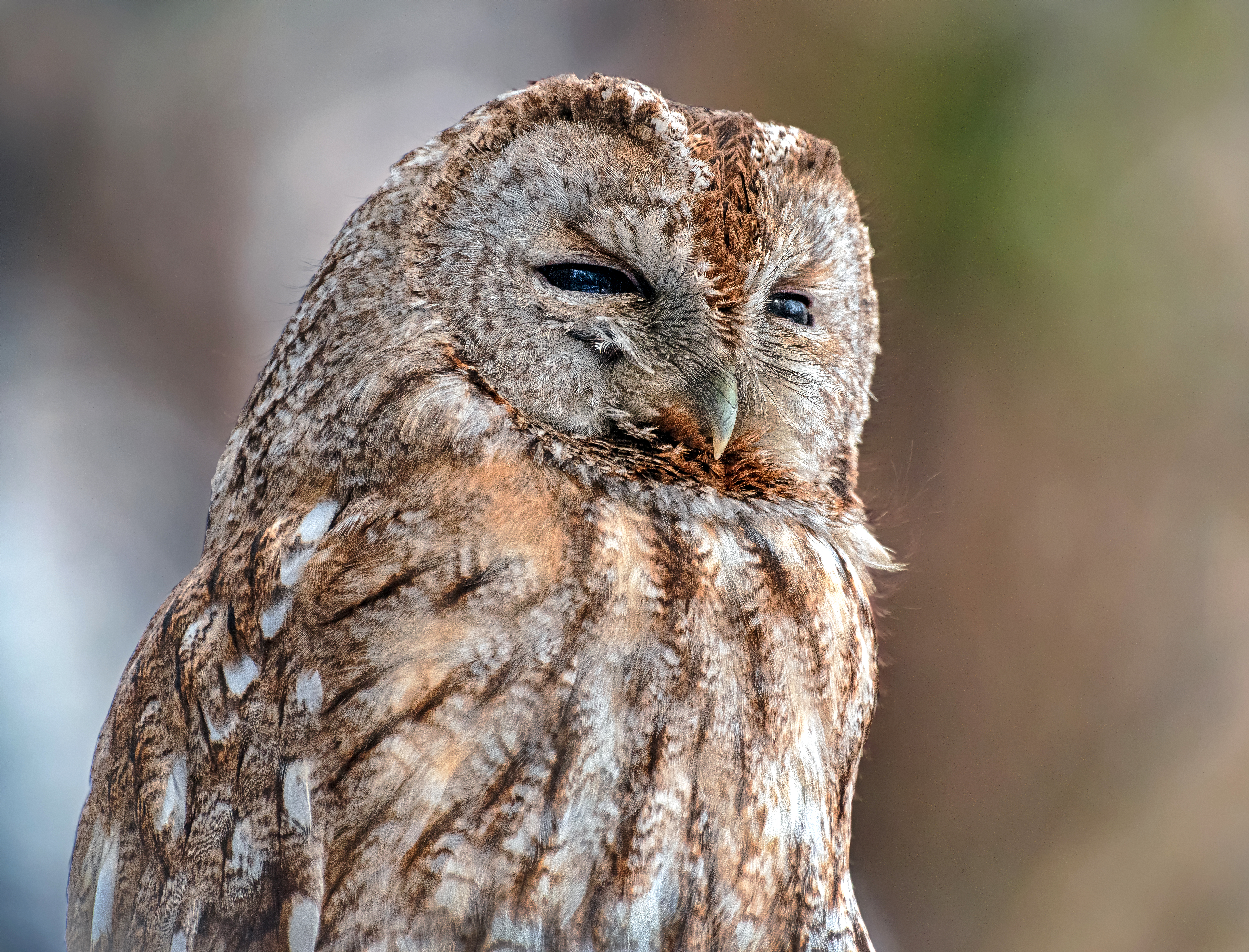
Сова сіра біля озера "Спортивне", Київ
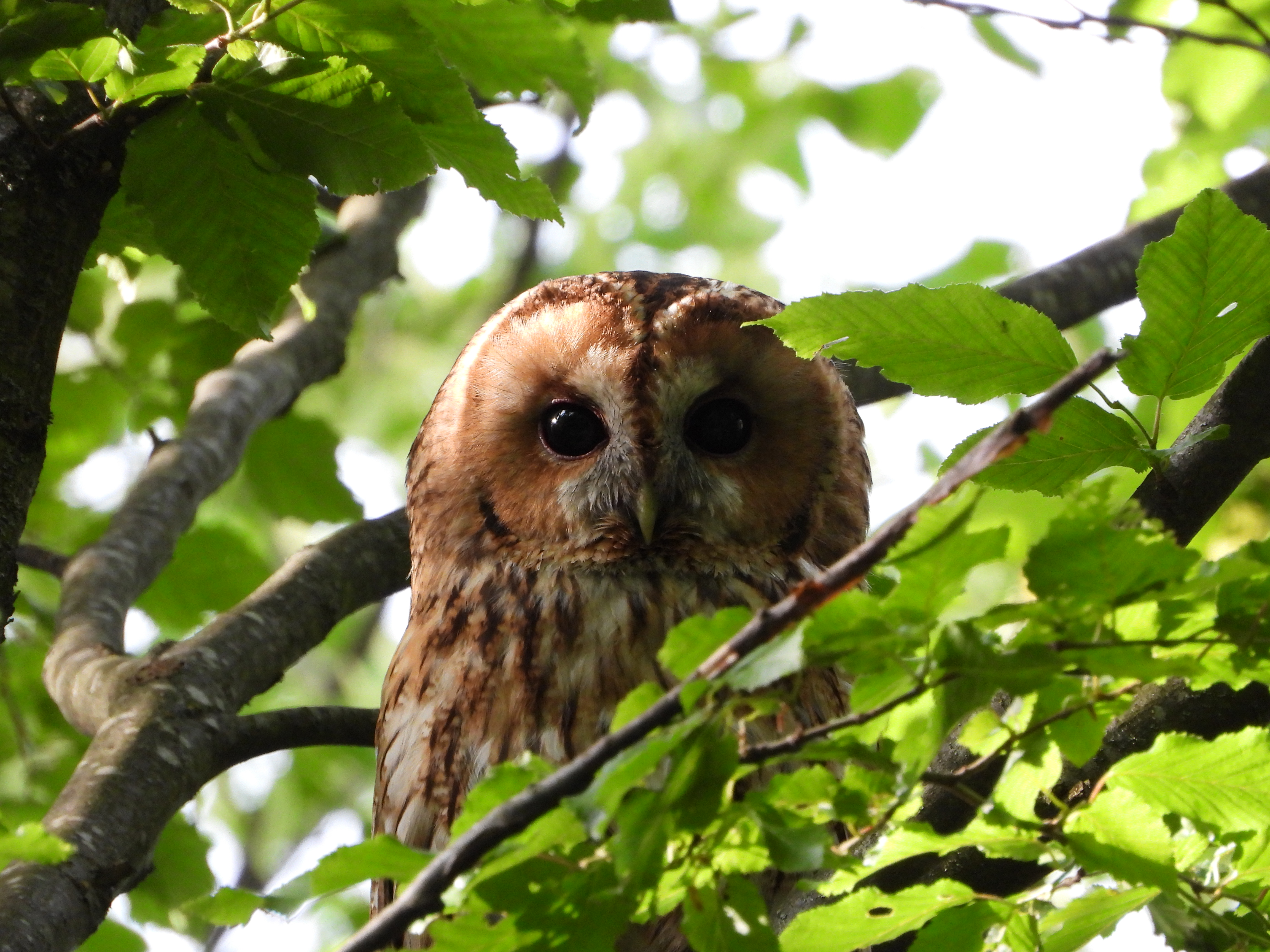
Сова сіра в заказнику Зарудка зелена, Хмельницька область